# 非洲解放日
非洲解放日，前稱非洲自由日，是非洲人民慶祝脫離殖民主義奴役的日子，其日子與非洲日相同 （5月25日）。多個非洲國家都有慶祝。

## 歷史
1958年4月15日，在加納首都阿克拉舉行的第一屆獨立非洲國家會議，這是第一次在非洲舉行的泛非洲人會議。會議倡議訂定非洲自由日，以「每年紀念民族解放運動的進展，並象徵非洲人民脫離外國統治和剝削的決心」。
1963年5月25日，非洲統一組織成立，當時非洲大部份地區都已得到獨立。非洲自由日改稱非洲解放日，並自此改於當日慶祝。2002年時，非洲聯盟取代了非洲統一組織，非洲解放日改稱非洲日。